# Pokémon Aka và Ao
Pokémon Red (ポケットモンスター 赤 Poketto Monsutā Aka, "Pocket Monsters Red") và Pokémon Blue (ポケットモンスター 青 Poketto Monsutā Ao, "Pocket Monsters Blue") phát triển bởi Game Freak và phát hành bởi Nintendo là trò chơi video game điều khiển theo lượt trên hệ máy Game Boy. Đây là tựa game đầu tiên của seri game Pokémon. Các trò chơi được sản xuất đầu tiên ở Nhật Bản với tên gốc Red và Green vào năm 1996. "Blue" sau đó được sản xuất trong cùng năm như một ấn phẩm đặc biệt. Tựa game sau đó phát hành ở Bắc Mỹ, Úc và châu Âu dưới tên Red và Blue 3 năm sau. Pokémon Yellow là một ấn phẩm đặc biệt, được phát hành rộng rãi một năm sau. Sau đó Red và Green đã được làm lại cho hệ máy Game Boy Advance dưới tên Pokémon FireRed và LeafGreen, phát hành năm 2004.
Người chơi trực tiếp điều khiển nhân vật chính của mình vòng quanh thế giới giả tưởng tương tác với con người và đồ vật, với mục tiêu trở thành bậc thầy trong chiến đấu với Pokémon. Game có hai mục tiêu chính: đi theo cốt truyện và đánh bại Elite Four để trở thành nhà vô địch mới, và hoàn thành Pokédex bằng cách bắt, tiến hóa, và trao đổi có được tất 151 Pokémon.
Red và Blue có được nhận xét tốt từ những nhà phê bình, đặc biệt là cho khả năng trao đổi Pokémon. Tựa game nhận điểm tổng cộng 89% trên GameRankings và luôn đứng phía trên bảng xếp hạng top 100 game hay nhất mọi thời đại trên IGN trong ít nhất 4 năm. Sự phát hành của game đánh dấu cho sự khởi đầu của thứ sẽ trở thành công ty tỷ đô, bán được hàng triệu bản toàn thế giới. Năm 2009 tựa game xuất hiện trong Sách Kỷ lục Guinness với danh hiệu "Game RPG bán chạy nhất trên Game Boy" và "Game RPG bán chạy nhất mọi thời đại".

## Lối chơi
Red và Blue được chơi dưới góc nhìn của người thứ ba, từ trên xuống dưới và chứa ba màn hình cơ bản: thế giới tổng quát, nơi người chơi điều khiển nhân vật của mình; màn hình chiến đấu; và một menu tổng hợp, nơi người chơi có thể định hình Pokémon của mình, vật dụng, hay điều chỉnh thiết kế game.
Khi người chơi khám phá thế giới anh ấy/cô ấy sẽ gặp nhiều địa hình khác nhau, như bãi cỏ, rừng, hang động, biển mỗi nơi có một loài Pokémon khác nhau. Khi người chơi ngẫu nhiên bắt gặp một Pokémon, sân đấu chuyển thành một cảnh chiến đấu theo lượt, các Pokémon sẽ chiến đấu với nhau. Trong trận chiến, người chơi có thể điều khiển Pokémon của mình bằng cách chọn một trong bốn chiêu thức, dùng vật dụng, đổi Pokémon, hoặc cố gắng chạy thoát. Mỗi Pokémon đều có hit points (HP); khi HP của Pokémon bị giảm xuống 0, nó sẽ bất tỉnh và không còn khả năng chiến đấu cho đến khi được hồi phục. Khi Pokémon của đối thủ bất tỉnh, Pokémon của người chơi tham gia trận đấu sẽ nhận được một số EXP (điểm kinh nghiệm). Sau khi có đủ số EXP, Pokémon sẽ lên cấp độ. Cấp độ của một Pokémon ảnh hưởng đến khả năng của nó, như là chỉ số chiến đấu được nhận thêm, và chiêu thức học được. Tại một số cấp độ nhất định, Pokémon có thể tiến hóa. Sự tiến hóa cũng ảnh hưởng đến chỉ số chiến đấu và cấp độ có thể học chiêu thức mới (cấp độ cao hơn cho nhiều chỉ số hơn, mặc dù có thể sẽ không học được chiêu thức mới sớm).

Pokémon Bulbasaur cấp độ 5 của ngươi chơi (dưới) chiến đấu với Charmander cấp độ 5 của đối thủ (trên)

Thu phục Pokémon cũng là một yếu tố cần thiết khi chơi. Trong khi chiến đấu với một Pokémon hoang dã, người chơi có thể ném Poké Ball vào nó. Nếu Pokémon được bắt thành công, nó sẽ thuộc quyền sở hữu của người chơi. Yếu tố ảnh hưởng đến tỉ lệ bắt thành công gồm có HP của Pokémon mục tiêu và loại Poké Ball sử dụng: HP của mục tiêu càng thấp và Poké Ball càng mạnh, tỉ lệ bắt thành công càng cao. Mục tiêu chính của game là hoàn thành Pokédex, một sách giáo khoa thông minh về Pokémon, bằng cách bắt, tiến hóa, và trao đổi để thu phục được tất cả 151 Pokémon.
Pokémon Red và Blue cho phép người chơi trao đổi Pokémon giữa Red và Blue bằng Game Link Cable. Phương pháp trao đổi này phải dùng để hoàn thành Pokédex, vì một số Pokémon chỉ có thể tiến hoán bằng cách trao đổi và mỗi phiên bản đều có những Pokémon riêng biệt. Link Cable cũng có khả năng giúp người chơi chiến đấu với người chơi khác. Tuy nhiên, phiên bản tiếng Anh không phù hợp với phiên bản gốc tiếng Nhật, dẫn đến khi trao đổi sẽ làm hỏng file lưu vì khác ngôn ngữ.
Có khả năng trao đổi với nhau và với Pokémon Yellow, Pokémon Red và Blue cũng có khả năng trao đổi với thế hệ thứ hai của dòng game Pokémon: Pokémon Gold, Silver, và Crystal. Tuy nhiên, có giới hạn là các trò chơi không thể liên kết với nhau nếu đội của một người chơi chứa Pokémon hoặc chiêu thức được giới thiệu ở thế hệ sau.